# Aleksandrovskij Sad
Aleksandrovskij Sad (ryska: Александровский сад, Alexanderträdgården), är den östra slutstationen på Filjovskajalinjen i Moskvas tunnelbana.
Stationen är belägen i centrum, vid Alexanderträdgården alldeles väster om Kreml.

## Byten
På Aleksandrovskij Sad kan man byta till Arbatskaja på Arbatsko-Pokrovskaja-linjen och till Biblioteka imeni Lenina på Sokolnitjeskajalinjen.